# Rogério Oliveira da Silva
Rogério Oliveira da Silva (Nobres, Mato Grosso, 13 de enero de 1998), conocido solo como Rogério, es un futbolista brasileño. Juega de defensa y su equipo es el VfL Wolfsburgo de la 1. Bundesliga de Alemania.

## Trayectoria
Rogério entró a las inferiores de la Juventus F. C. en 2016 proveniente del S. C. Internacional. En 2017 fue cedido a la U. S. Sassuolo Calcio y fichó permanentemente con el club al término de la temporada 2018-19. Allí jugó 148 partidos en la Serie A y permaneció hasta que en agosto de 2023 fue traspasado al VfL Wolfsburgo.

## Selección nacional
Rogério fue internacional en categorías inferiores por Brasil. Disputó la Copa Mundial de Fútbol Sub-17 de 2015 y el Campeonato Sudamericano Sub-20 2017

## Estadísticas
Actualizado al último partido disputado el 16 de marzo de 2024.
| Club                           | Div.          | Temporada     | Liga  | Liga  | Copas nacionales | Copas nacionales | Copas internacionales | Copas internacionales | Total | Total |
| Club                           | Div.          | Temporada     | Part. | Goles | Part.            | Goles            | Part.                 | Goles                 | Part. | Goles |
| ------------------------------ | ------------- | ------------- | ----- | ----- | ---------------- | ---------------- | --------------------- | --------------------- | ----- | ----- |
| Juventus F. C. · Italia        | 1.ª           | 2017-18       | 0     | 0     | 0                | 0                | —                     | —                     | 0     | 0     |
| Juventus F. C. · Italia        | Total club    | Total club    | 0     | 0     | 0                | 0                | 0                     | 0                     | 0     | 0     |
| U. S. Sassuolo Calcio · Italia | 1.ª           | 2017-18       | 13    | 0     | 1                | 0                | —                     | —                     | 14    | 0     |
| U. S. Sassuolo Calcio · Italia | 1.ª           | 2018-19       | 33    | 1     | 2                | 0                | —                     | —                     | 35    | 1     |
| U. S. Sassuolo Calcio · Italia | 1.ª           | 2019-20       | 15    | 1     | 2                | 0                | —                     | —                     | 17    | 1     |
| U. S. Sassuolo Calcio · Italia | 1.ª           | 2020-21       | 28    | 0     | 1                | 0                | —                     | —                     | 29    | 0     |
| U. S. Sassuolo Calcio · Italia | 1.ª           | 2021-22       | 23    | 0     | 1                | 0                | —                     | —                     | 24    | 0     |
| U. S. Sassuolo Calcio · Italia | 1.ª           | 2022-23       | 36    | 0     | 1                | 0                | —                     | —                     | 37    | 0     |
| U. S. Sassuolo Calcio · Italia | Total club    | Total club    | 148   | 2     | 8                | 0                | 0                     | 0                     | 156   | 2     |
| VfL Wolfsburgo · Alemania      | 1.ª           | 2023-24       | 13    | 1     | 2                | 0                | —                     | —                     | 15    | 1     |
| VfL Wolfsburgo · Alemania      | 1.ª           | 2024-25       | 0     | 0     | 0                | 0                | —                     | —                     | 0     | 0     |
| VfL Wolfsburgo · Alemania      | Total club    | Total club    | 13    | 1     | 2                | 0                | 0                     | 0                     | 15    | 1     |
| Total carrera                  | Total carrera | Total carrera | 161   | 3     | 10               | 0                | 0                     | 0                     | 171   | 3     |